# Arnstorf
Arnstorf je městys v německé spolkové zemi Bavorsko, v zemském okrese Rottal-Inn ve vládním obvodu Dolní Bavorsko.
V roce 2013 zde žilo 6 729 obyvatel.